# Beauty and the Beast (bài hát của Disney)
"Beauty and the Beast" là một bài hát do ca sĩ người Canada Celine Dion và ca sĩ người Mỹ Peabo Bryson thể hiện. Bài hát được viết bởi nhà viết lời Howard Ashman và nhà soạn nhạc Alan Menken cho bộ phim hoạt hình thứ 30 của Walt Disney Pictures', Người đẹp và quái thú (1991), với vai trò là ca khúc chủ đề của phim. Ban đầu do nữ diễn viên người Anh Angela Lansbury thu âm với vai diễn của cô trong bộ phim, Mrs. Potts, đĩa đơn này, sản xuất bởi Walter Afanasieff, là bài hát cuối cùng trong album nhạc phim, được phát hành vào ngày 16 tháng 11 năm 1991. Thêm nữa, Dion cũng đưa bài hát này vào album phòng thu thứ 17 mang tên chính cô. Là một bản ballad pop, "Beauty and the Beast" diễn tả tình cảm và mối quan hệ giữa hai nhân vật chính của phim, Belle và Quái thú.
"Beauty and the Beast" đã nhận được phản hồi rất tích cực từ các nhà phê bình. Họ ca ngợi vai trò "đôi" của ca khúc, vừa là một bài hát trong phim vừa là một đĩa đơn thương mại. Ca khúc đã giành được một số giải thưởng, bao gồm Giải Quả cầu vàng cho bài hát gốc hay nhất, Giải Oscar cho Bài hát gốc hay nhất và Giải Grammy cho Bài hát hay nhất viết cho sản phẩm truyền thông đa phương tiện. Với vai trò một đĩa đơn, "Beauty and the Beast" là một thành công xuất sắc về thương mại, đạt vị trí thứ 9 trên bảng xếp hạng Billboard Hot 100 và trở thành bản hit nằm trong top 10 thứ hai của cả Dion và Bryson ở Hoa Kỳ. Thành công của bài hát này được gắn với dấu mốc bắt đầu sự nghiệp ca sĩ của Dion.
"Beauty and the Beast" được phát hành cùng với một đoạn phim âm nhạc, do Dominic Orlando đạo diễn. Dion và Bryson đã biểu diễn ca khúc này trực tiếp một số lần, trong số đó có ở lễ trao giải Oscar lần thứ 64 năm 1992 và tại lễ trao giải Grammy lần thứ 35 năm 1993. Cả hai ca sĩ đều đưa bài hát này vào lần lượt các album những bản hit lớn nhất và album tổng hợp của mình. "Beauty and the Beast" đã được hát lại nhiều lần bởi nhiều ca sĩ khác nhau. Nhóm nhạc pop người Mỹ Jump5 và quán quân American Idol Jordin Sparks đã thu âm hai phiên bản pop khác nhau của ca khúc cho lần phát hành lại phiên bản bạch kim và kim cương của bộ phim này.

## Bối cảnh và quá trình thu âm

### Bộ phim
Sau khi nỗ lực của đạo diễn Richard Purdum nhằm chuyển thể truyện "Người đẹp và quái vật" thành một sản phẩm phim hoạt hình chiếu rạp bị loại bỏ rồi lại tái khởi động, CEO của Disney Jeffrey Katzenberg yêu cầu bộ phim phải được thiết kế theo phong cách nhạc kịch Broadway gợi nhớ tới bộ phim Nàng tiên cá (1989), mời nhà viết lời Howard Ashman và nhà soạn nhạc Alan Menken biên soạn các bài hát cho phim này. Ashman và Menken, những người vừa hoàn thành phần nhạc phim Nàng tiên cá, đã bắt đầu viết các bài hát cho dự án phim hoạt hình tiếp theo của họ Aladdin (1992). Ashman, người vừa bị chẩn đoán nhiễm HIV, ban đầu từ chối tham gia nhóm sản xuất phim Người đẹp và quái thú đầy áp lực. Tuy nhiên, cuối cùng ông đã đồng ý.
Nữ diễn viên người Anh Angela Lansbury thực hiện cả phần lời thoại và giọng hát của nhân vật Mrs. Potts trong phim. Lansbury nói với tờ The Huffington Post rằng Ashman và Menken ban đầu viết "Beauty and the Beast" theo phong cách một bài hát nhạc rock. Mặc dù Lansbury thích thú với bài hát này, cô cảm thấy mình không có khả năng thu âm nó bởi phong cách của bài hát này không mấy quen thuộc với cô. Cô băn khoăn về việc các nhạc sĩ chọn cô, hỏi họ rằng, "Các anh có chắc muốn để tôi làm việc này không?" Lansbury cũng cảm thấy mặc dù giọng hát của cô không ở trong điều kiện thực sự tốt để thu âm ca khúc "Beauty and the Beast", cho rằng sẽ không an toàn khi cô phải chịu đựng nhiều "nốt dài, mở rộng" của bài hát. Ashman và Menken chỉ đơn giản khuyên Lansbury "hãy hát bài hát này theo đúng cách [cô] hình dung nó". Cuối cùng, cô đã thu âm thành công bài hát chỉ trong đúng một lần thu.

### Đĩa đơn
Do bộ phim Beauty and the Beast đã nhận được tới ba đề cử giải Oscar riêng biệt cho giải Bài hát gốc hay nhất, nhà sản xuất Don Hahn bày tỏ lo ngại điều này sẽ dẫn tới việc tác phẩm sẽ bị lu mờ. Trong nỗ lực nhằm thuyết phục khán giả bầu chọn cho bài hát chủ đề của phim, Disney quyết định phát hành bài hát "Beauty and the Beast" dưới dạng một đĩa đơn. Menken coi "Beauty and the Beast" là một "bước ngoặt" trong sự nghiệp của ông, giải thích rằng đây là lần đầu tiên một trong số các tác phẩm của ông được sắp xếp lại cho một mục đích như vậy. "[Nhà sản xuất âm nhạc] Walter Afanasieff...đã nhào nặn ['Beauty and the Beast'] thành một thứ rất khác biệt so với những gì tôi đã dự định," Menken phản ánh. "Walter đã biến nó thành của riêng mình". Do phòng thu không thể chi trả cho một "ca sĩ lớn", họ mời ca sĩ người Canada Celine Dion, người hầu như không được biết đến ở Mỹ vào thời điểm đó, để thu âm một phiên bản pop của bài hát này. Lo ngại rằng Dion sẽ không gây nhiều sự chú ý bởi danh tiếng ít nổi của cô, Disney mời thêm ca sĩ người Mỹ Peabo Bryson, một ca sĩ nổi tiếng và thành công hơn thời bấy giờ, để thu âm bài hát này cùng với cô dưới dạng một bản song ca. Và cuối cùng, "Beauty and the Beast" đã giành giải Bài hát gốc hay nhất. Thành công của đĩa đơn này thường được gắn liền với việc giới thiệu Dion với khán giả toàn cầu và mở đầu sự nghiệp một ca sĩ thu âm quốc tế của cô.

## Lời bài hát và tác phẩm
"Beauty and the Beast" là một bài hát pop ballad lãng mạn. Damon Smith của báo Chichester Observer miêu tả giai điệu của bài hát này là "khó quên," trong khi Lisa Schwarzbaum của báo Entertainment Weekly miêu tả phiên bản của Lansbury như một "lời ru". Thường được biết đến với vai trò ca khúc chủ đề của phim, lời bài hát "Beauty and the Beast" miêu tả tình cảm và mối quan hệ giữa hai nhân vật chính của phim, Belle và Quái thú, và đặc biệt nhấn mạnh tới việc tình cảm ấy đã thay đổi họ, khiến tình bạn giữa họ đâm chồi. Một nhà phê bình của JoBlo.com viết rằng bài hát đã thực hiện tốt vai trò của nó trong phim qua việc "mang đến một dấu hiệu rõ ràng của tình cảm lãng mạn giữa" Belle và Quái thú.

## Phản hồi và các giải thưởng

### Nhận xét từ giới chuyên môn
Là một tác phẩm âm nhạc, "Beauty and the Beast" nhận được nhiều ý kiến nhận xét rộng rãi và rất tích cực từ các nhà phê bình của giới giải trí. Janet Maslin của báo The New York Times ca ngợi vai trò của ca khúc trong bộ phim, miêu tả nó là một bản "ballad lộng lẫy" cũng như "thành công lớn nhất" của hai nhà soạn nhạc Alan Menken và Howard Ashman. Anthony Quinn của tờ The Independent cho "Beauty and the Beast" là bài hát hay nhất trong số các ca khúc của phim. Quinn cũng khen ngợi phần biểu diễn của Lansbury, miêu tả bài hát này "đã được thể hiện một cách tuyệt đẹp". Roger Moore của tờ Chicago Tribune ca ngợi tài năng viết ca khúc của Ashman và Menken, miêu tả "Beauty and the Beast" là một bài hát "có thể khiến bạn rơi nước mắt." Trong khi ca ngợi bộ sưu tập ca khúc của bộ phim này, James Berardinelli của báo ReelViews miêu tả "Beauty and the Beast" là "thật đáng nhớ". Bill Gibron của báo PopMatters cảm thấy bài hát hơi buồn, giải thích rằng, "khoảnh khắc nhân vật chiếc ấm trà cũ kỹ của Angela Lansbury bước lên hát bài hát chủ đề của phim, mọi nỗ lực giữ cho đôi mắt ráo hoảnh đều thất bại."
Các ý kiến nhận xét về đĩa đơn phần lớn là tích cực. Arion Berger của tờ Entertainment Weekly nhận xét tích cực về phần thể hiện giọng hát của Dion, miêu tả "Beauty and the Beast" là "một sự thể hiện tuyệt vời những gì Dion giỏi nhất." Phóng viên Stephen Thomas Erlewine của Allmusic nhấn mạnh đây là bài hát xuất sắc và nổi bật trong album album phòng thu cùng tên với cô. Trong khi đó, Brad Webber của tờ Chicago Tribune lại nhận xét không mấy tích cực, miêu tả "Beauty and the Beast" là "ngọt ngào nhưng hơi uỷ mị, theo đúng tiêu chuẩn của một ca khúc pop" đã "gây ấn tượng không đúng về tài năng [của Dion]" qua việc phô trương "những âm vang mạnh mẽ và giọng ca nhiều mùi vị."
Nói về album nhạc phim của Beauty and the Beast, Menken của Filmtracks viết: "Bài hát pop có phong cách cũ này là một cái liếc mắt qua sự xuất hiện của Celine Dion trong siêu phẩm phim sắp tới, mà phần biểu diễn "Beauty and the Beast" của cô đã khiến nhiều người hâm mộ ước ao rằng cô đã thu âm nó dưới dạng một bản đơn ca..."

### Các giải thưởng và sự công nhận
"Beauty and the Beast" đã giành được một số giải thưởng. Bài hát nhận được giải Bài hát gốc hay nhất ở Lễ trao giải Quả cầu vàng lần thứ 49 vào tháng 1 năm 1992. Tháng 3 năm đó, "Beauty and the Beast" giành Giải "Bài hát gốc hay nhất" ở Lễ trao giải Oscar lần thứ 64. Giải thưởng này là một sự truy tặng trong trường hợp của Ashman, người đã chết vì bệnh AIDS vào ngày 14 tháng 3 năm 1991, tám tháng trước ngày phát hành của phim. Menken thể hiện sự biết ơn với Ashman trong diễn văn trao giải của mình, thay mặt Ashman cảm ơn Lansbury, Dion, Bryson, và Afanasieff cho những đóng góp âm nhạc của họ. Thay mặt Ashman là đồng nghiệp lâu năm của ông, William "Bill" Lauch, người đã nhận giải hôm đó. Năm tiếp theo, "Beauty and the Beast" nhận được hai giải trong số tám đề cử ở Lễ trao giải Grammy lần thứ 35, một cho Bài hát hay nhất viết cho sản phẩm truyền thông đa phương tiện, giải còn lại cho Phần biểu diễn pop hay nhất bởi một cặp đôi hay một nhóm nhạc. Thêm đó, bài hát còn được đề cử cho Bản thu âm của năm và Bài hát của năm, nhưng để lỡ cả hai vào tay bài hát "Tears in Heaven" của Eric Clapton. Ở Canada, "Beauty and the Beast" giành được một Giải Juno cho Đĩa đơn của năm, chiến thắng chính bài hát "If You Asked Me To" của Dion.
Viện điện ảnh Hoa Kỳ (American Film Institute) xếp "Beauty and the Beast" ở vị trí số sáu mươi hai trong danh sách 100 năm...100 bài hát. Total Film xếp bài hát ở vị trí thứ chín trong danh sách "50 khoảnh khắc tuyệt vời nhất của các phim Disney".
Thành công về chuyên môn và thương mại của "Beauty and the Beast" được gắn liền với sự bắt đầu sự nghiệp của Celine Dion trong những năm 1990. Tạp chí People Magazine viết về những ngày đầu sự nghiệp của ca sĩ, "ngôi sao chớm toả sáng thực sự đến với toàn thế giới thông qua bản song ca năm 1992 của cô với Peabo Bryson, 'Beauty and the Beast'– chủ đề cho bộ phim của Disney– đã mang đến cho cô cả một giải Oscar lẫn một giải Grammy." Tương tự như vậy, tạp chí Billboard viết, "đó là bản song ca của cô với Peabo Bryson trong bài hát chủ đề phim Beauty and the Beast của Disney, đây thực sự là một bước ngoặt của cô." Bài hát đã được đưa vào album phòng thu thứ 17 mang chính tên Dion, được phát hành vào ngày 31 tháng 3 năm 1992.

### Trên các bảng xếp hạng
"Beauty and the Beast" có vị trí rất tốt trên các bảng xếp hạng toàn cầu. Bài hát trở thành đĩa đơn thứ hai của Dion xuất hiện trong top 10 của bảng xếp hạng Billboard Hot 100, đứng ở vị trí thứ chín. Bài hát đạt tới vị trí số 3 trên bảng xếp hạng Billboard Hot Adult Contemporary (Các bài hát hiện đại cho người lớn). Ở Canada, "Beauty and the Beast" vươn tới vị trí thứ nhất trên bảng xếp hạng RPM Adult Contemporary (Bài hát hiện đại cho người lớn), cùng lúc đó xếp ở vị trí thứ hai mươi ba trên bảng xếp hạng Top Singles (Các đĩa đơn đầu bảng). Ở ngoài Bắc Mỹ, bài hát nằm trong top 10 tại các bảng xếp hạng ở các quốc gia gồm New Zealand và Anh, và ở trong top 20 ở Australia, Bỉ, Hà Lan và Ireland.

## Phim âm nhạc
Đoạn phim âm nhạc của bài hát do Dominic Orlando đạo diễn, phát hành cùng với phiên bản đơn giản. Phim bắt đầu với hình ảnh cận cảnh của Dion đang thể hiện những lời ca đầu tiên của bài hát "Tale as old as time/True as it can be" (Những câu chuyện kể cổ kính như thời gian/Chân thực nhất có thể) trong một căn phòng lớn giống như ở một phòng thu. Bryson sau đó bước vào căn phòng cùng với Dion, thể hiện tiếp lời một của ca khúc. Hình ảnh cận cảnh và toàn cảnh của hai ca sĩ được lồng cùng với các cảnh trong bộ phim, các cảnh này được chiếu ở phía trên hai ca sĩ bằng một màn hình lớn. Một dàn nhạc lớn đứng quanh Bryson và Dion khi họ thể hiện từng phần hát của riêng mình, xen kẽ giữa các lời và đoạn điệp khúc, giai điệu và phần hoà âm, cho tới khi bài hát kết thúc và đoạn phim âm nhạc khép lại.

## Các phần biểu diễn trực tiếp
Angela Lansbury, Celine Dion và Peabo Bryson đã biểu diễn bài hát này trực tiếp ở Lễ trao giải Oscar lần thứ 64 vào năm 1992. Dion và Bryson sau đó đã biểu diễn ca khúc tại Lễ trao giải Grammy lần thứ 35 một năm sau đó.

## Các phiên bản khác
Trong bộ phim, "Beauty and the Beast" do Angela Lansbury thể hiện trong vai bà Ấm trà, xuất hiện trong khi Belle và Quái thú nhảy cùng nhau trong phòng kiêu vũ của lâu đài. Một phiên bản khác của bài hát do Céline Dion và Peabo Bryson thể hiện ở cuối phim. Đây cũng là phiên bản được phát hành trên một đĩa đơn CD và cũng được đưa vào album mang chính tên Dion (1992).
Ca sĩ Chris Connor đã thu âm một phiên bản của bài hát trong album năm 1992 của cô, My Funny Valentine, phát hành trên Alfa Jazz ở Japan.
Ca khúc được thu âm bởi Beth Fowler trong album âm nhạc của phiên bản nhạc kịch của Beauty and the Beast năm 1994.
Năm 1998, một phiên bản của bài hát này, có tên gọi "Beauty and the Bees", được thực hiện cho loạt phim 3D It's Tough to be a Bug! tại Disney's Animal Kingdom và Disney California Adventure Park. Một phiên bản dàn dựng ngắn của "Beauty and the Beast" cũng xuất hiện trong trò chơi điện tử Kingdom Hearts II. Bài hát sau đó được đưa vào các album những bản hit lớn nhất All the Way... A Decade of Song (1999) và My Love: Essential Collection (2008).
Năm 2002, bài hát được thể hiện lại bởi nhóm Jump5 và được đưa vào album, DisneyMania. Sau đó cũng được làm mới lại bởi Ian 'H' Watkins & Claire Richards của nhóm Steps trong album Another You Another Me của họ.
Năm 2005, Julie Andrews chọn bài hát này cho album của cô Julie Andrews Selects Her Favorite Disney Songs.
Paige O'Hara, người lồng tiếng cho nhân vật Belle của phim, cũng đã thu âm một bản của bài hát này cho album của cô "Dream with Me".
Năm 2010, Jordin Sparks thu âm phiên bản của riêng cô cho bài hát chủ đề "Beauty and the Beast", và quay một đoạn phim âm nhạc kèm theo cùng với đạo diễn Philip Andelman, cho lần phát hành lại vào năm 2010 của phiên bản DVD/Blu-ray của bộ phim.
Trong album năm 2011 có tên V-Rock Disney, bao gồm các ca sĩ visual kei (họ mặc các trang phục và trang điểm giống như các nhân vật trong phim) hát lại các ca khúc của Disney, Ryuichi Kawamura đã thể hiện bài hát này bằng tiếng Nhật.
Trong album năm 2012 có tựa đề Disney - Koe no Oujisama Vol.2, gồm các diễn viên lồng tiếng hát lại các bài hát của Disney, ca khúc này được thể hiện lại bởi Tomokazu Seki và Ryoutaro Okiayu
Các ca sĩ khác đã thu âm lại ca khúc này gồm Cher và Jeffrey Osborne, James Ingram và Britney Spears, H & Claire, Christina Aguilera và Luther Vandross, Linda Ronstadt và Barry Manilow, Sting và Erykah Badu, Richard Marx và Shania Twain, Phil Collins và Regina Belle, Amy Jo Johnson và R. Kelly, Nana Mouskouri và Harry Belafonte, Usher & Jennette McCurdy, và cả Michael Jackson cùng với Whitney Houston.

## Định dạng đĩa và danh sách bài hát
Đĩa đơn CD toàn cầu
1. "Beauty and the Beast" – 4:04
2. "The Beast Lets Belle Go" (Không lời) – 2:19

Đĩa đơn maxi CD của Canada
1. "Beauty and the Beast" – 4:04
2. "The Beast Lets Belle Go" (Không lời) – 2:19
3. "Des mots qui sonnent" – 3:56
4. "Délivre-moi" (trực tiếp) – 4:19

## Các phiên bản chính thức
1. "Beauty and the Beast" (phiên bản biên tập cho đài phát thanh) – 3:33
2. "Beauty and the Beast" (phiên bản trong album) – 4:04
3. "Beauty and the Beast" (bản không lời) – 4:07

## Bảng xếp hạng và các chứng nhận
| Bảng xếp hạng (1991)                                                                                   | Vị trí |
| --- | ------ |
| Canadian Record's Retail Singles Chart (Bảng xếp hạng doanh số bán lẻ đĩa đơn Canada)                  | 2      |
| Canadian Record's Contemporary Hit Radio Chart (Bảng xếp hạng các hit hiện đại trên đài phát thanh)    | 21     |
| Canadian RPM Top Singles (Bảng xếp hạng các đĩa đơn hàng đầu RPM của Canada)                           | 23     |
| Canadian RPM Adult Contemporary (Bảng xếp hạng các bài hát hiện đại dành cho người lớn của RPM Canada) | 1      |
| Billboard Hot 100 Hoa Kỳ                                                                               | 9      |
| Hot Adult Contemporary Tracks của Billboard (Hoa Kỳ) (Các ca khúc hiện đại cho người lớn)              | 3      |
| Bảng xếp hạng (1992)                                                                                   | Vị trí |
| Australian Singles Chart                                                                               | 17     |
| Belgian Singles Chart                                                                                  | 25     |
| Dutch Singles Chart                                                                                    | 18     |
| Irish Singles Chart                                                                                    | 12     |
| Japanese Singles Chart                                                                                 | 67     |
| New Zealand Singles Chart                                                                              | 8      |
| UK Singles Chart                                                                                       | 9      |

| Bảng xếp hạng (1992)   | Vị trí |
| ---------------------- | ------ |
| U.S. Billboard Hot 100 | 64     |

| Quốc gia                                      | Chứng nhận |
| --------------------------------------------- | ---------- |
| Nhật Bản Hiệp hội công nghiệp thu âm Nhật Bản | Bạch Kim   |
| Hoa Kỳ Hiệp hội công nghiệp thu âm Hoa Kỳ     | Vàng       |